# 锡耶纳外国人大学
锡耶纳外国人大学（意大利语：Università per Stranieri di Siena）是一所位于意大利锡耶纳的大学。它是意大利两所主要面向外国人的大学之一（另一所在佩鲁贾）。该校有一个系（意大利语言和文化）和一个部（古典文学）。锡耶纳外国人大学现在有两个校区，一个位于锡耶纳火车站对面，另一个位于via pispini 1。

## 历史
锡耶纳外国人大学的前身是1589年由大公爵托斯卡纳．菲尔蒂南托一世创建的教授德国留学生意大利语的“托斯卡纳语言学校”。锡耶纳外国人大学面向学生和教师开展多种关于意大利语言和文化及其传播的教学和科研活动。學校两项主要的教学内容是针对学生的意大利语和文化课程以及针对意大利语（作为第2语言）教师的培训课程。